# Bomberman 64
Bomberman 64 är ett videospel utvecklat av Hudson Soft för hemmakonsolen Nintendo 64. I spelet spelar man som Bomberman som har kraften att plocka fram och lägga ut bomber. Spelet  är i 3D.